# Tania Kehlet
Tania Kehlet (født 25. marts 1983 i Aarhus) er standarddanser og har vundet bronze for Danmark ved verdensmesterskaberne i 2009 i NRGI Arena i Århus, hvor hun er født og opvokset. I 2010 blev det til sølvmedaljer og i 2011 sikrer hun sig endelig VM guldet i Moskva med sin italienske partner Emanuel Valeri. Parret stiller op for Danmark. De har danset sammen siden 1/2-2002. Tania startede i januar 1987 med at danse med Rasmus Hougaard. De dansede i ungdomsårene og stoppede i 2002. Hun har bl.a vundet en række medaljer  ved VM og EM i sportsdans.
Tania er født og opvokset i Lystrup uden for Århus; hun er lillesøster til superligadommeren Jakob Kehlet og storesøster til danseren Mathias Kehlet. Tania Kehlet er datter til den nu afdøde tidligere næstformand i Danmarks Sportsdanserforbund Karsten Kehlet.